# 海山県
海山県（かいざん-けん）は中華人民共和国河北省にかつて存在した県。現在の秦皇島市盧竜県南部に相当する。
遼朝により設置された望都県を前身とする。1167年（大定7年）、金朝により海山県と改称された。1267年（至元4年）に廃止され、盧竜県に統合された。